# Louis Paulhan
Pour les articles homonymes, voir Paulhan.

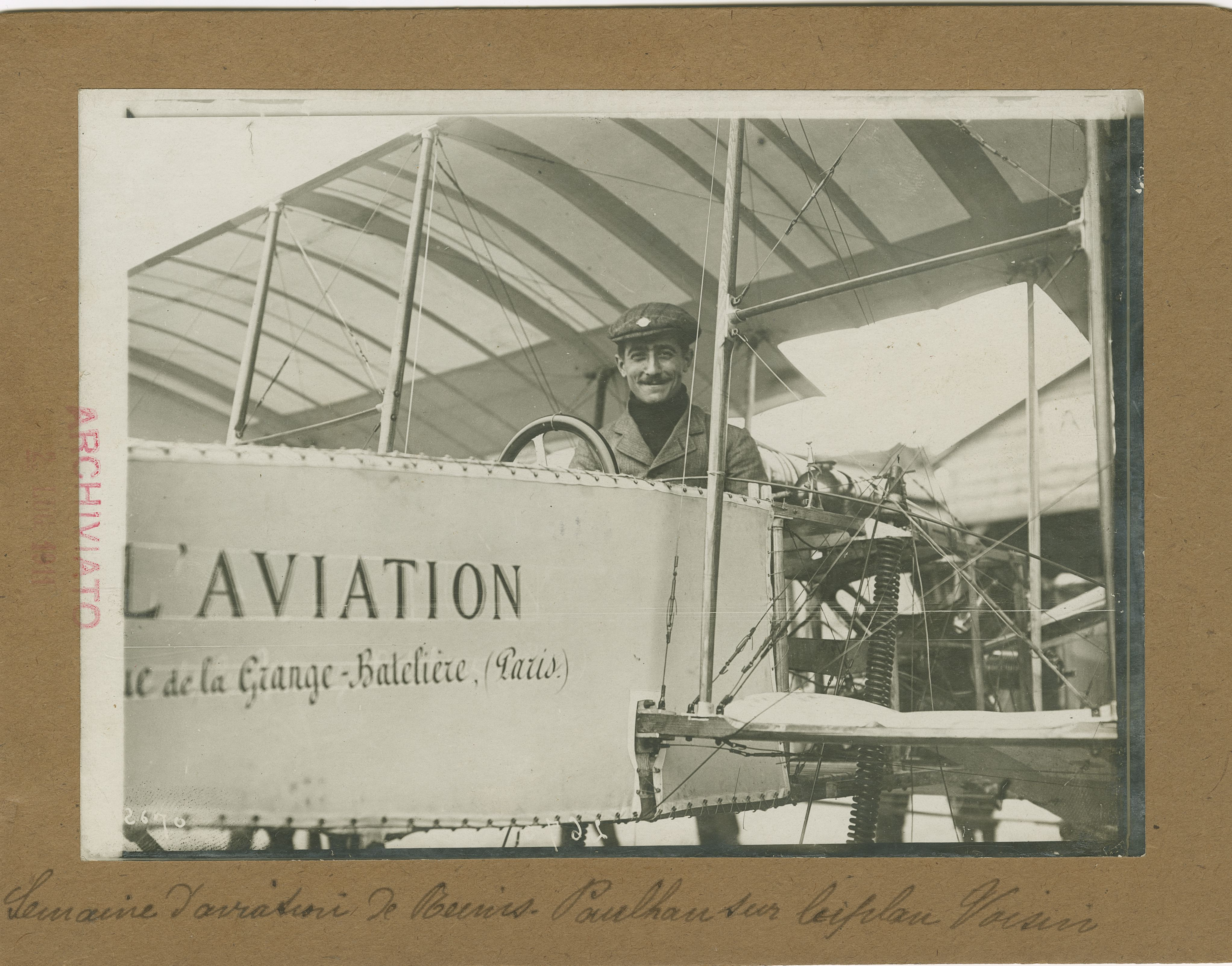
Louis Paulham à bord du biplan Voisin.

Louis Paulhan est un pionnier français de l'aviation né le 19 juillet 1883 à Pézenas (Hérault) et mort le 10 février 1963 à Saint-Jean-de-Luz (Pyrénées-Atlantiques).

## Biographie

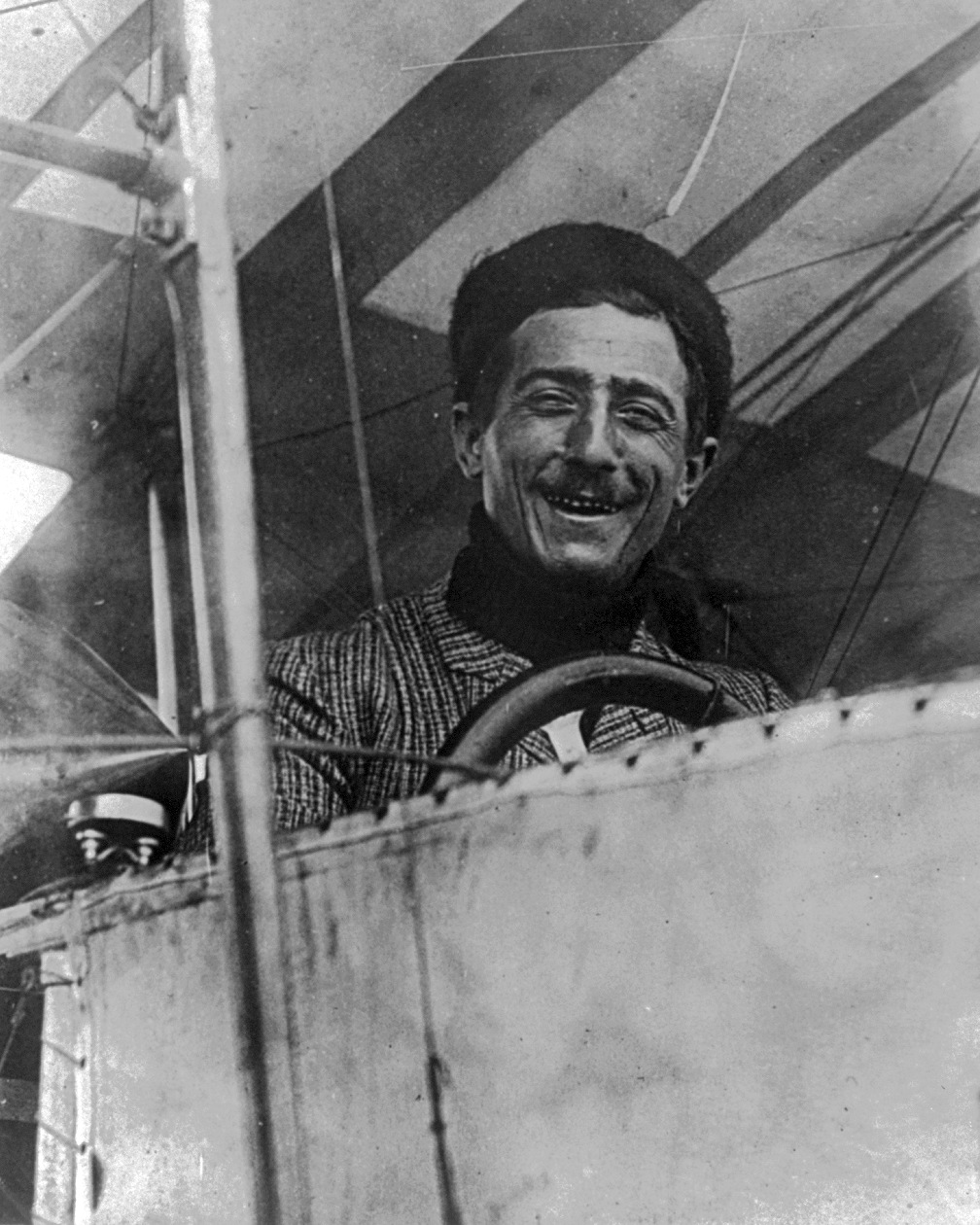
Louis Paulhan en 1909.

Louis Isidore Auguste Marie Paulhan se passionne durant son adolescence pour les maquettes d’avions, machine apparue en 1890. À cette époque, l’aviation en est à ses balbutiements et les avions sont encore en bois et en papier. 
En 1908, alors qu'il effectue son service militaire dans le Génie à Chalais-Meudon, il est l'un des deux gagnants du concours de maquette organisé par le colonel Charles Renard, il gagne le premier prix : un avion grandeur nature, un Voisin, non motorisé. Grâce à ses amis, il lui adjoint un moteur. 
Le 15 juillet 1909, il participe au premier meeting aérien au monde au champ d'aviation de la Brayelle près de Douai et bat le record de hauteur avec 150 mètres. Le 25 août 1909, il établit les nouveaux records de distance et de durée avec son aéroplane biplan  « Octavie III » : 135 kilomètres en 2 heures, 43 minutes et 24 secondes 4/5. Records qu'il  conserve deux jours, Farman les améliorant le 27 août 1909.
Avec cet appareil, il apprend à piloter et obtient le 10e brevet de pilote, juste après les pionniers comme Louis Blériot, Farman ou Latham. Avec différents avions, il remporte de nombreux records à travers la France, il est notamment le bref détenteur des records de distance et de durée avec 131 kilomètres parcourus en 2 heures 43 minutes 24 secondes. Ayant constitué une équipe comprenant Didier Masson, il enchaîne les meetings aériens et les compétitions, voyageant en Angleterre puis aux États-Unis. 
En janvier 1910, invité expressément, il remporte le 1er meeting aérien international de Los Angeles au cours duquel lequel il bat le record du monde d’altitude (1 209 m). Il y rencontre William Edward Boeing, inconnu alors, auquel il ne donne pas le baptême de l'air, celui-ci n'étant pas prioritaire dans le carnet, face aux notables californiens et d'ailleurs.
De retour en France, il participe à la conception du Canard Voisin, hydravion à flotteurs Henri Fabre. Il se lance ensuite dans la construction d’hydravions, sous licence Curtiss.
Le 27 avril 1910, dans le cadre de sa participation au prix du Daily Mail, il réalise le plus long vol en ligne droite jusqu'alors, soit cent soixante-dix-huit kilomètres en deux heures et trente-neuf minutes de vol, avec un biplan Farman, à moteur Gnome de cinquante chevaux de puissance.
En mai 1910, Louis Paulhan participe au meeting de Vérone et profite de l'occasion pour rendre hommage aux morts de la bataille de Solférino (1859), en jetant de son avion des fleurs sur l'ossuaire.
Il est décoré de la Légion d'honneur en juillet 1910.
En 1911, un triplan à quatre places portant son nom est refusé par l'autorité militaire.
En février 1912, il crée une école de pilotage à Villefranche-sur-Mer. Il a d'abord découvert le plan d'eau d'Arcachon qui lui a paru idéal pour les hydravions. Il s’y installe donc. Avec le photographe local Léo Neveu, il réalise les toutes premières photos aériennes de la rade d’Arcachon. Il continue à concevoir de nouveaux avions, biplans comme triplans.
Quand la Première Guerre mondiale éclate, il est mobilisé comme pilote militaire avec le grade de lieutenant. Dans le ciel de Serbie, il remporte deux victoires aériennes, puis comme pilote d'essai chez les industriels il met au point les nouveaux appareils pour l'armée.
La paix revenue, il se lance dans la conception d’hydravions métalliques. Avec l'ingénieur Marcel Pillard, il conçoit un hydravion triplace bombardier-torpilleur, le Paulhan-Pillard T3. La construction du prototype est assurée par la Société provençale de constructions aéronautiques (SPCA) à La Ciotat. Le projet est abandonné après un accident mortel.
Parallèlement il fonde la Société Continentale Parker en 1927 avec Robert Deté, Enea Bossi (en) et Pierre Prier. Cette société de revente de procédés de traitement de surface allait servir le développement de l’industrie aéronautique : d’abord par la  commercialisation des procédés de parkérisation de Parker Rust-Proof de Detroit, puis celle des procédés de traitements électrolytiques d’Udylite Corporation. La société va dominer le marché européen via ses organisations successives dans les groupes Chemetall GmbH and Coventya GmbH.
Il abandonne l'aéronautique après le 10 mai 1937, jour où son fils unique René, pilote d'essai chez Caudron, né le 21 février 1907, trouve la mort aux commandes d’un prototype d’avion de chasse, un Caudron C.690. Il prend alors sa retraite à Saint-Jean-de-Luz, où il meurt le 10 février 1963.

## Distinctions
- Grande médaille de vermeil de la Société d'encouragement au progrès (1910)[6].
- Chevalier de la Légion d'honneur (1910)
- Croix de guerre 1914–1918

## Hommages
- À Pézenas, sa ville natale où il est enterré, une place porte son nom depuis 1983 pour le centenaire de sa naissance. Un monument à sa mémoire y a été érigé [7].
- Un des quatre collèges de Sartrouville dans les Yvelines porte son nom.

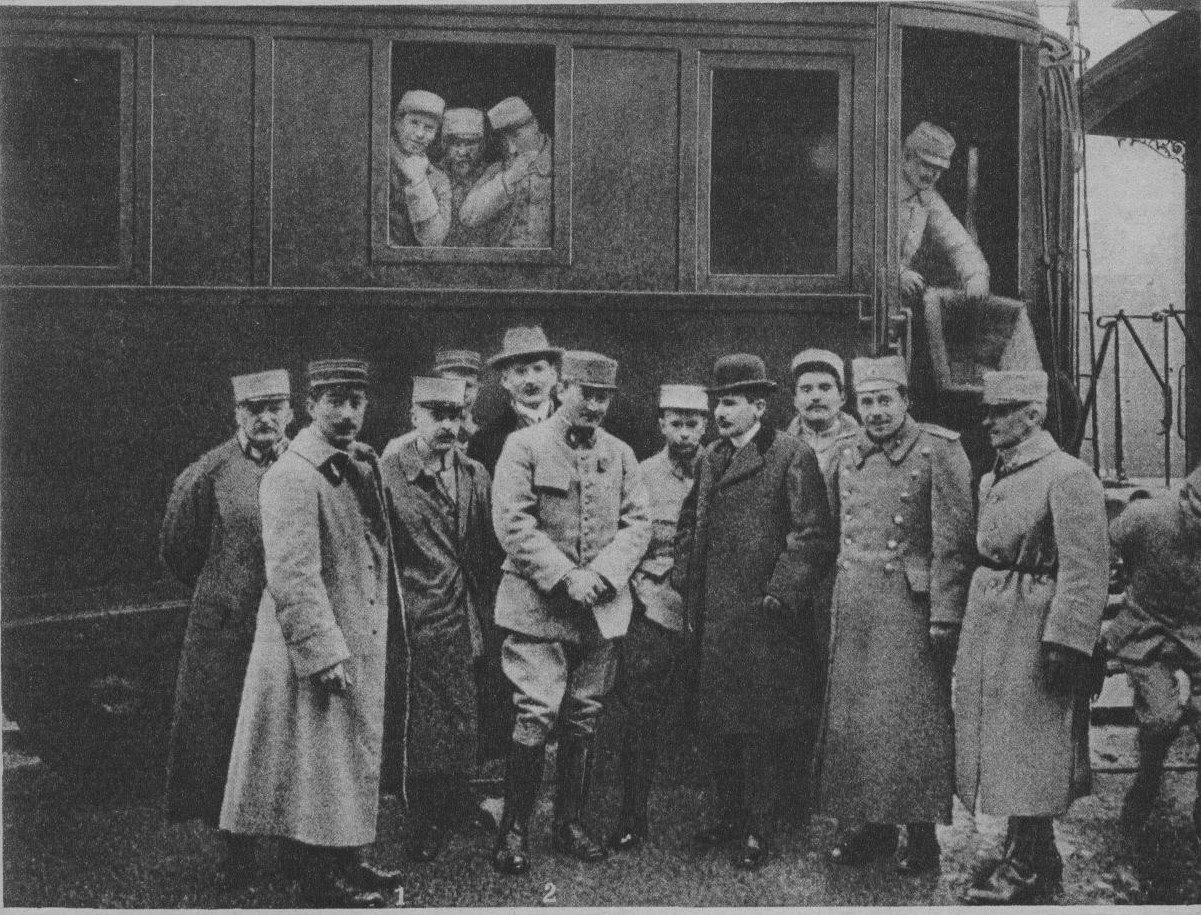
Paulhan en Serbie (Nish) en juin 1915.
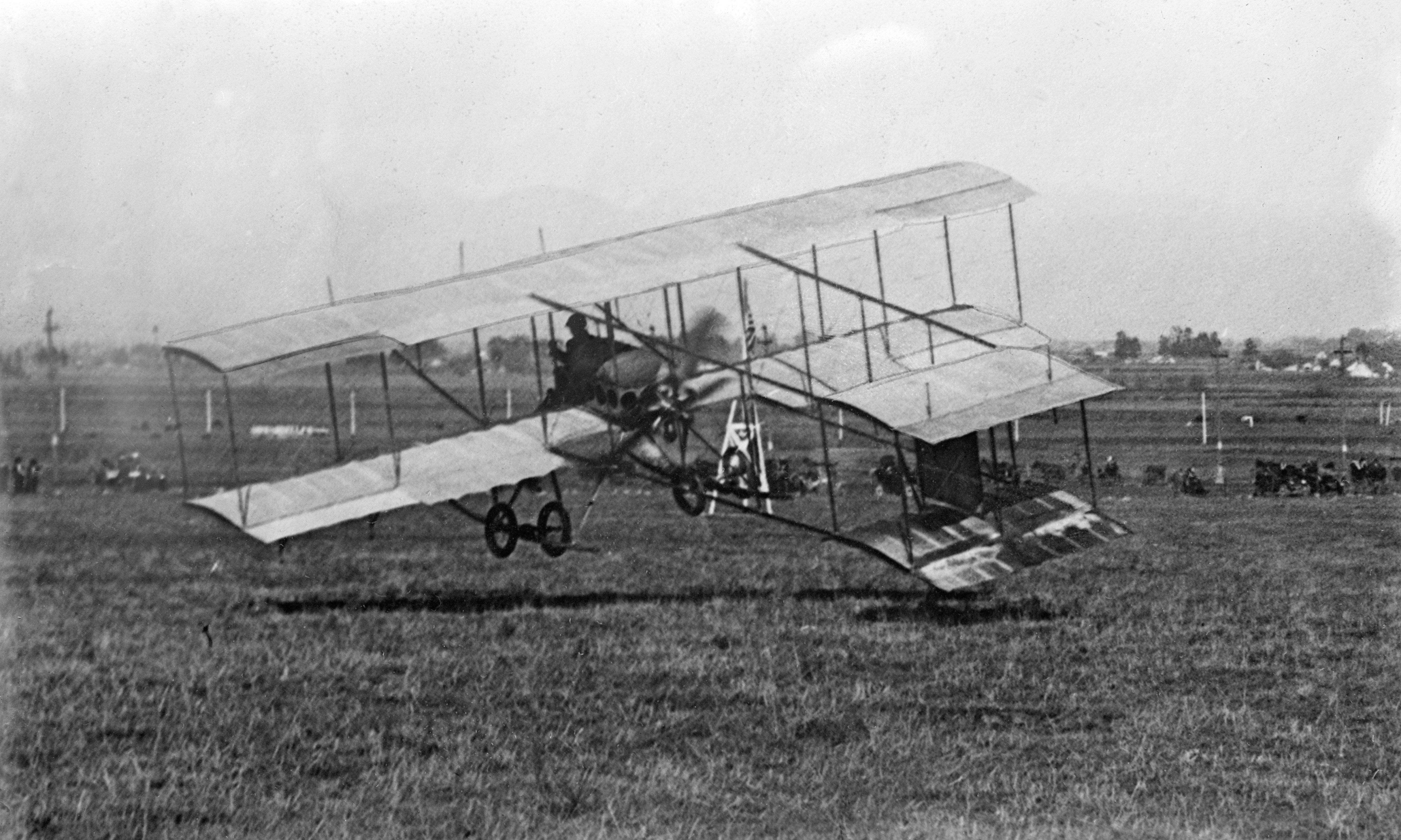
Sur un Farman III en 1909 à Los Angeles.
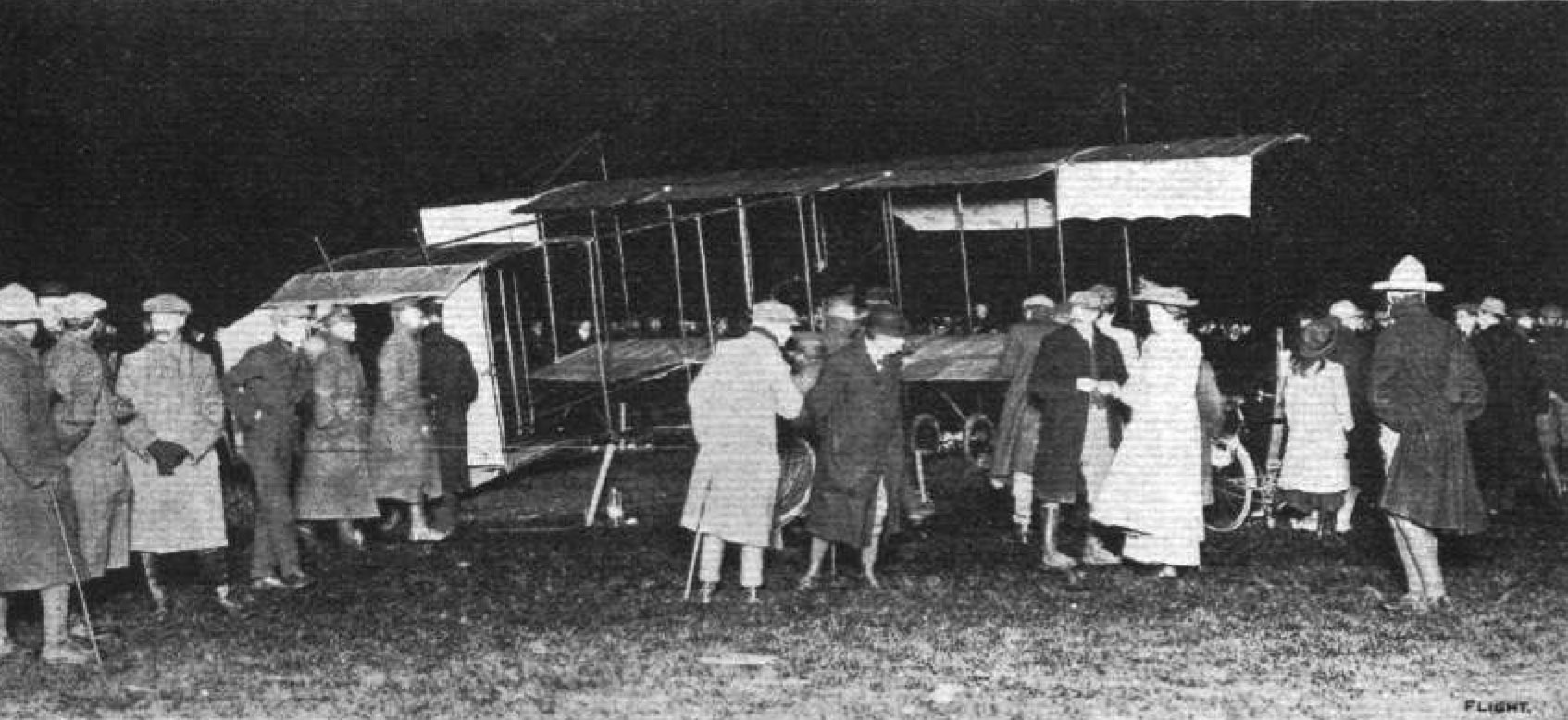
Le Farman III de Claude Grahame-White à Lichfield, avril 1910.
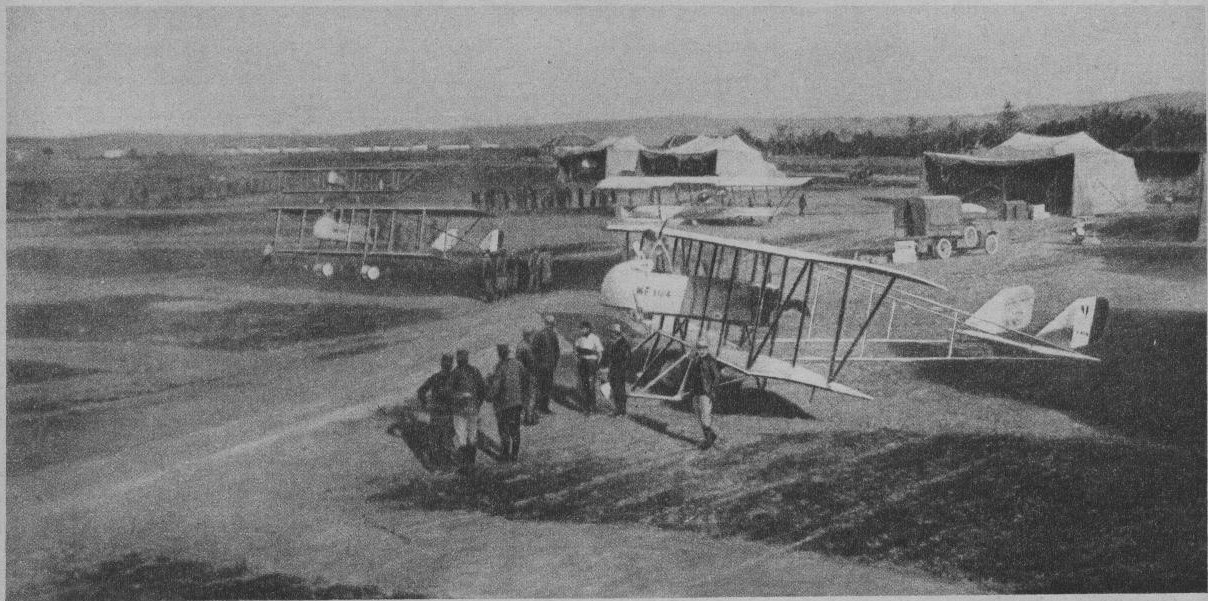
Des aviateurs français à Nish sur des Farman MF.11.
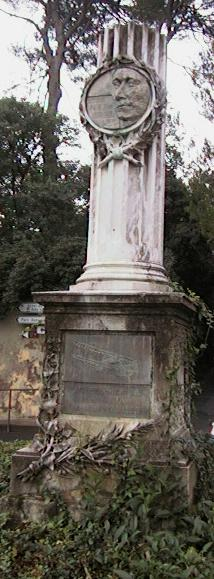
Monument à Paulhan (Pézenas).
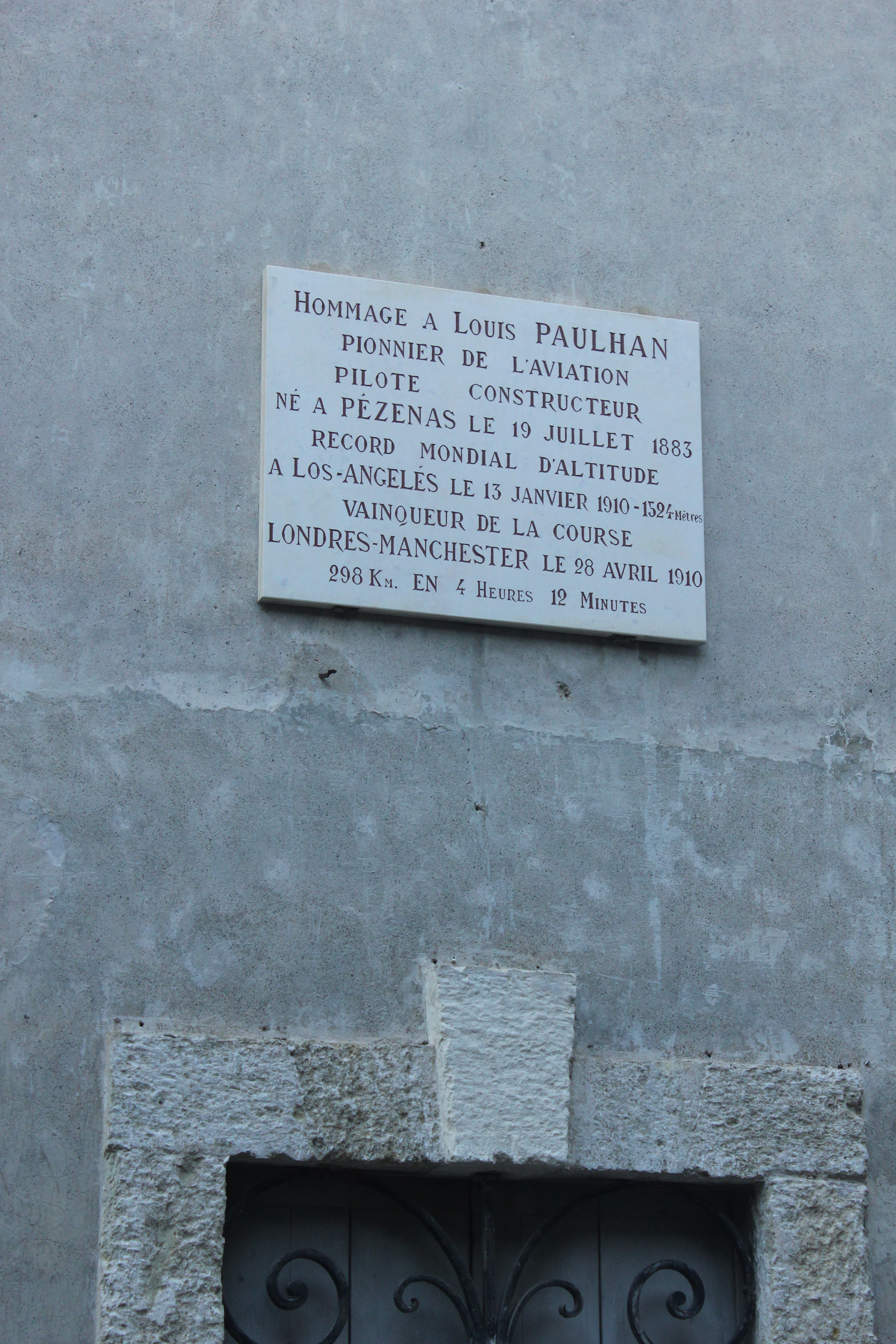
Plaque à la mémoire de Paulhan sur sa maison natale de Pézenas